# Израильская прибрежная равнина
Израильская прибрежная равнина (ивр. מישור החוף‎, Mishor HaHof) — узкая прибрежная равнина, расположенная на израильском побережье Средиземного моря, протянулась на 187 км от границы с Ливаном до Сектора Газа. На этой равнине проживает около 70 % населения Израиля, а сама равнина делится на много культурно-географических районов. На всей протяженности равнина представляет собой песчаные пляжи со средиземноморским климатом.

## Физическая география
Равнина достаточно плодородная, отчего в библейские времена на некоторых её участках было развито сельское хозяйство, хотя позже практически все эти районы были заброшены и восстановлены вновь только сионистскими переселенцами. Сейчас здесь находятся сельскохозяйственные районы страны, в частности районы выращивания цитрусовых. Почвы характеризуются двумя типами речных отложений: тёмным и тяжёлым, удобным для пахотных земель, и песочным, идеальным для цитрусовых.
По всей длине равнину пересекают лишь две постоянные реки: Яркон, впадающая в Средиземное море у города Петах-Тиква, и Кишон, впадающая в залив Хайфы севернее города Хайфа.

## Население
На прибрежной равнине живёт 70 % населения Израиля, преимущественно в агломерациях Гуш-Дан (Тель-Авив) и Хайфа—Крайот. Преимущественно это еврейские поселения, арабы составляют менее 4 % населения равнины.
Равнина была населена ещё несколько тысячелетий назад, упоминания об этом остались как в Библии, так и в других источниках. По данным археологических раскопок, район уже был населен около 5500 лет назад в течение бронзового века, но вероятно в то время часть населения покинула его из-за изменения климата и заболачивания. Поселения существовали на всей площади равнины, а через неё проходил важный торговый путь египтян.

## Районы

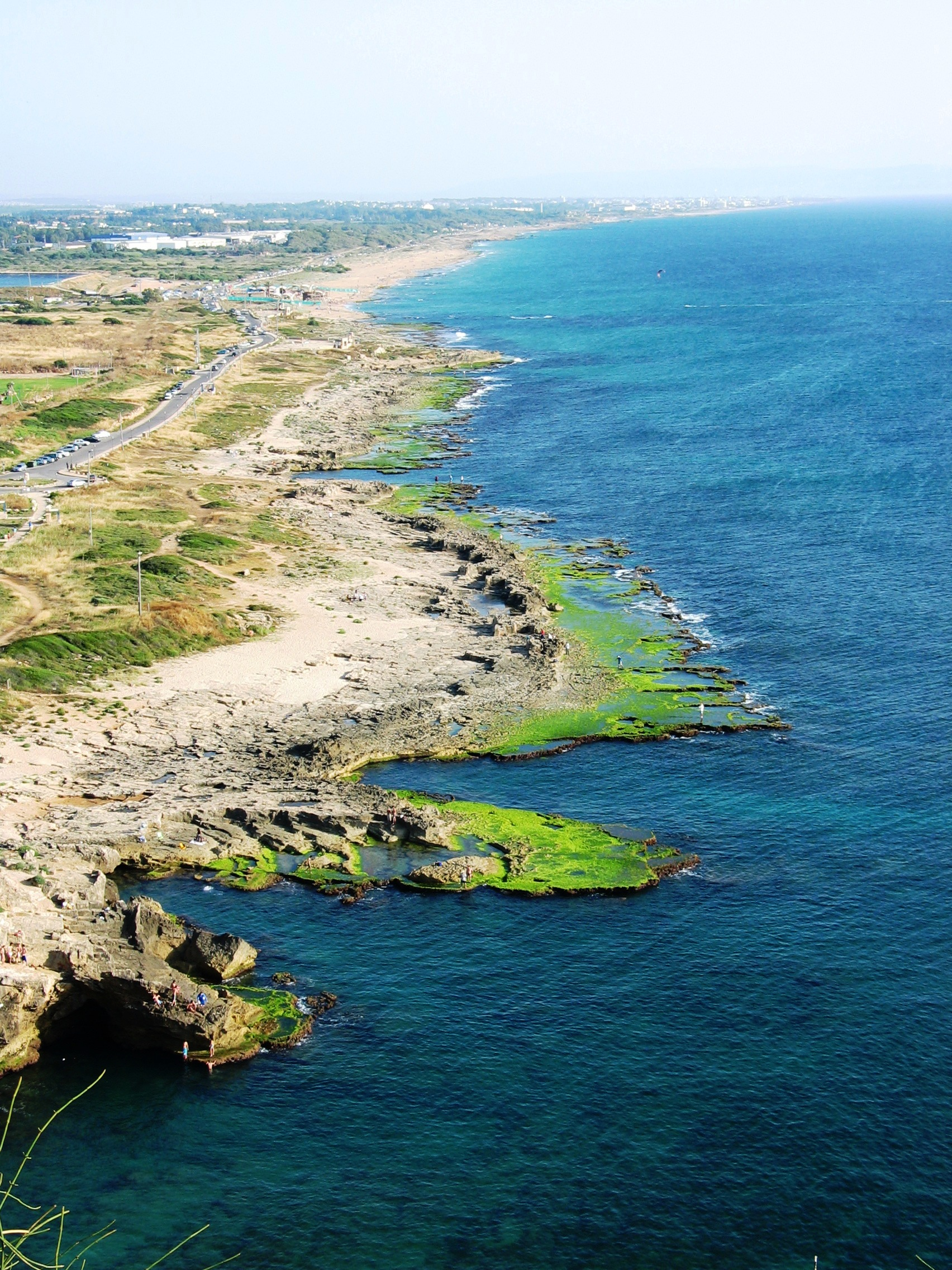
Скалистое побережье на севере страны

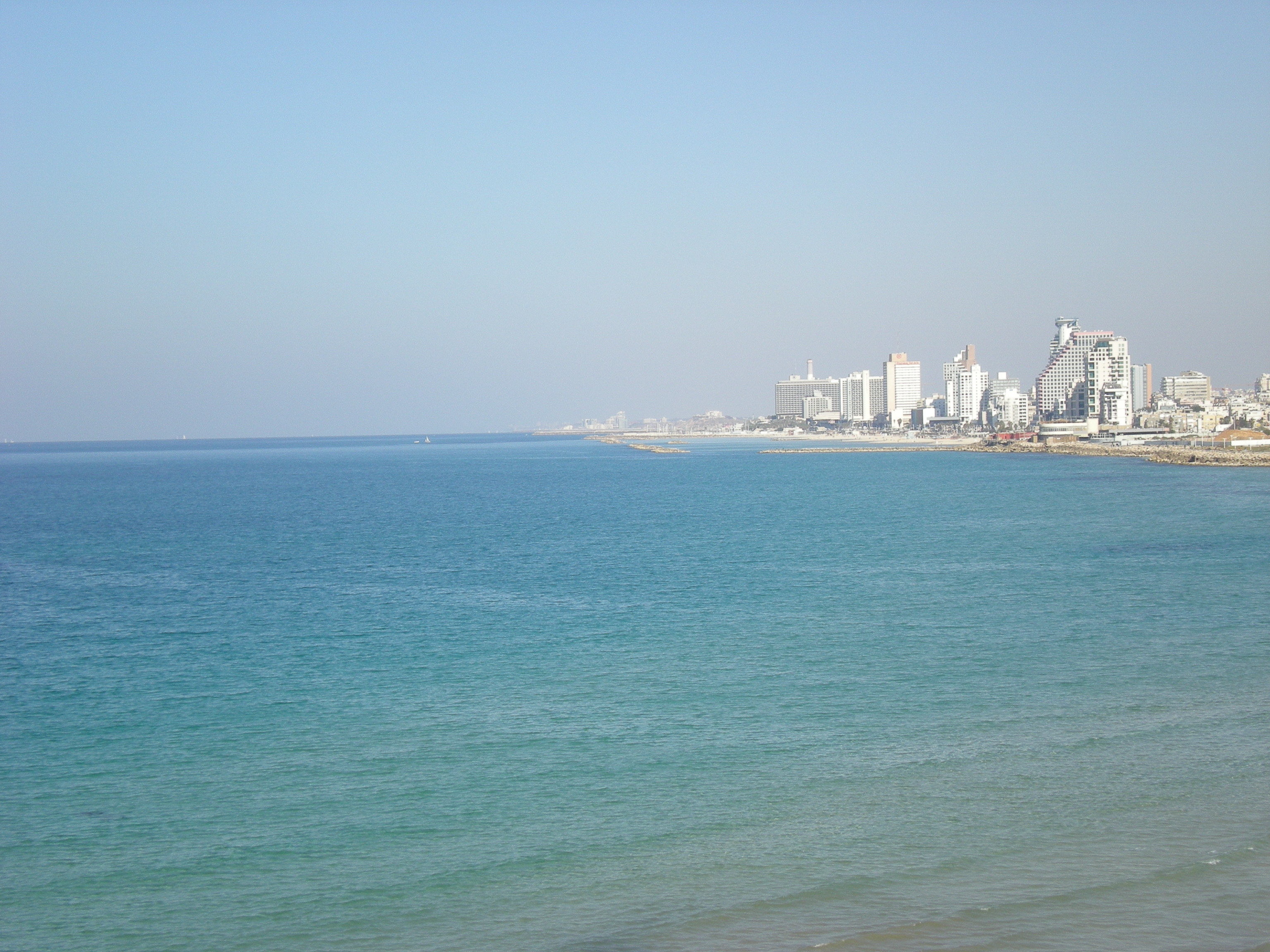
Урбанизированное побережье близ Тель-Авива

С севера на юг прибрежная равнина делится на следующие районы:
Западная Галилея
Западная Галилея (также известна как Северное побережье или Зебулунская равнина) — район прибрежной равнины от скал Рош-ха-Никра и кибуца Рош-ха-Никра на севере до города Хайфа. Это плодородная область, включающая город Нагария и много мошавов и кибуцев. На побережье много небольших островов. Часто регион разделяют на прибрежную равнину Акко, имеющую городские районы, включая Акко и Крайот (северные пригороды Хайфы, а также сельскохозяйственные районы).
Хоф-ха-Кармель
Район Хоф-ха-Кармель (долина Кармель) расположен между Хайфой и городом Зихрон-Яаков и между побережьем и массивом Кармель. Это узкий участок Прибрежной равнины, богатый смытыми с гор почвами, что делает его очень плодородной. Район сельский и не имеет крупных поселений, кроме города Хайфа.

### Равнина Шарон
Равнина Шарон является следующим участком Прибрежной равнины, протянувшимся между городами Зихрон-Яаков и горами Кармель на севере и массивом Тель-Авив и рекой Яркон на юге. Это густонаселенная часть страны, здесь находится много крупных городов, таких как Нетания и Герцлия, равно как и большое число небольших поселений.

### Центральная прибрежная равнина
Центральная прибрежная равнина расположена между Тель-Авивом и поселением Нахал-Шикма, здесь расположены такие города, как Бат-Ям и Ришон-ле-Цион и сельские поселения.

### Шфела
Южная прибрежная равнина также известная как Шфела (Шефела), Иудейская равнина или Западный Негев. Почвы этой равнины достаточно плодородны, а рельеф здесь становится более бугристый, с высотами до 450 м. Шфела простирается до Сектора Газа, а на территории Израиля делится на две части. На месте раскопок бывшего поселения Тель-Бурн обнаружено крупное языческое святилище древних семитов возрастом 3,3 тыс. лет, посвящённое ханаанскому богу грома Ваалу (Баалу).
- Северная часть этого участка, Бесор, покрыта саваннами и довольно плотно населена.
- Южная часть, Агур-Халуца, населённая очень мало.